# Sacheen Littlefeather
Marie Louise Cruz, ook bekend als Sacheen Littlefeather, (Salinas (Californië), 14 november 1946 – Novato (Californië), 2 oktober 2022) was een Amerikaanse actrice, model en activiste voor de burgerrechten van de inheemse Amerikanen. Ze is bekend van het vertegenwoordigen van Marlon Brando op de 45e Academy Awards in 1973, waarbij ze in naam van Brando de prijs voor beste acteur afwees (die Brando won voor zijn rol in The Godfather). Brando boycotte de ceremonie als protest tegen de manier waarop Hollywood inheemse Amerikanen afbeeldde en om aandacht te vragen voor de Bezetting van Wounded Knee. Tijdens haar toespraak was de reactie van het publiek op Brando's boycot verdeeld tussen boegeroep en applaus.
Littlefeather was de dochter van een vader met Mexicaanse afkomst en een Europees-Amerikaanse moeder. Haar ouders waren zadelmakers in Salinas. Littlefeather beweerde tijdens haar leven dat ze afstamde van inheemse Amerikanen. Vanaf 1971 verklaarde ze een White Mountain Apache-afkomst te hebben en vanaf de jaren 1990 hintte ze op een Yaqui-afkomst. Kort na haar overlijden werden hier vraagtekens bij geplaatst door haar zussen en diverse journalisten.
Tijdens de bezetting van Alcatraz in 1969 raakte ze betrokken bij activisme in verband met inheemse Amerikaanse rechten. Na de Academy Award-toespraak ging ze aan de slag in de zorgsector. Ze werkte verder als activist voor een aantal gezondheidsgerelateerde en inheems-Amerikaanse problemen, en heeft films over inheemse Amerikanen gemaakt.

## Beginjaren en carrière
Sacheen Littlefeather werd als Marie Louise Cruz geboren op 14 november 1946 in Salinas, Californië. Haar moeder, Geroldine Marie Barnitz (1923-2009), was een leerbewerkster uit Phoenix, Arizona, van Franse, Duitse en Nederlandse afkomst. Haar vader, Manuel Ybarra Cruz (1922-1966), werd geboren in Oxford, Californië, en was van Mexicaanse komaf. Hij stierf aan kanker in 1966.
Haar ouders, nadat haar moeder zwanger was geworden, naar Californië zijn verhuisd omdat koppels van gemengd ras destijds illegaal waren in Arizona. In werkelijkheid waren zowel haar vader als moeder volgens de wet white en keerden ze beiden terug naar de staat waar ze vandaan kwamen. Ze begonnen hun eigen bedrijf, Cruz Saddlery. Na de dood van vader Manuel ging Geroldine verder met het bedrijf tot in de 21e eeuw.
Littlefeather werd voor het grootste deel opgevoed door haar grootouders van moederskant, Marie en Barney Barnitz, en was als kind katholiek. Soms leefde ze bij haar moeder. Ze herinnerde zich dat haar tijdens een reis door Mississippi gezegd werd de "zwarte" waterfonteinen te gebruiken, en dat zij een bord zag met opschrift "Geen honden of Indianen toegestaan".
Terwijl ze les volgde in het California State College in Hayward (nu California State University, East Bay), bleef ze haar vermeende inheems-Amerikaanse identiteit verkennen. In Oakland werkte ze samen met het Intertribal Friendship House. In 1969 werd ze lid van Indians of All Tribes en nam ze deel aan de bezetting van Alcatraz. Vanaf toen noemde ze zichzelf Sacheen Littlefeather. Ze leerde over inheems-Amerikaanse gebruiken van ouderen en andere demonstranten.
Met een volledige beurs voor het American Conservatory Theatre begon ze een acteeropleiding. Met de ambitie actrice te worden werkte Littlefeather voor zowel radio als televisie en trad ze toe tot de Screen Actors Guild . In 1970 werd ze verkozen tot Miss Vampire USA, een promotie voor de horrorfilm House of Dark Shadows.
Het tijdschrift Playboy plande in 1972 een uitgave met de naam 10 Little Indians, en een van de modellen was Littlefeather, maar de redacteuren van Playboy annuleerden de uitgave vanwege de Bezetting van Wounded Knee. Een jaar later, in oktober 1973, nadat Littlefeather bekend was geworden door haar verschijning bij de Academy Awards, publiceerden ze haar foto's. Littlefeather werd hiervoor bekritiseerd, maar terugkijkend op de fotoshoot zei Littlefeather later: "Ik was jong en dom."

## Academy Awards toespraak, 1973

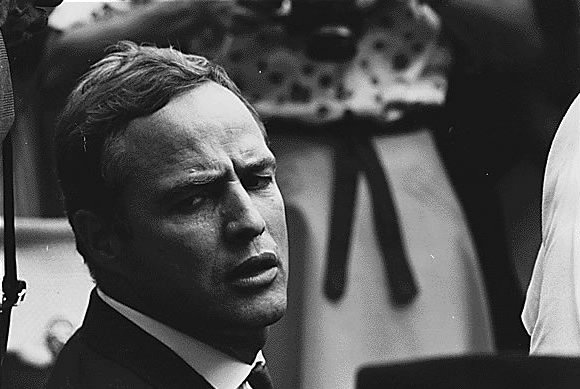
Marlon Brando tijdens de Mars naar Washington, 1963

### Achtergrond
Via haar buurman, regisseur Francis Ford Coppola, kwam Littlefeather in contact met acteur Marlon Brando. Ze schreef Brando een brief waarin ze vroeg naar zijn interesse in inheems-Amerikaanse kwesties, en een jaar later belde hij het radiostation waar ze werkte. Brando had sinds de jaren '60 en tot in de jaren '70 als activist voor de American Indian Movement (AIM) gewerkt. In Washington, D.C., waar Littlefeather een presentatie gaf aan de Federal Communications Commission over minderheden, ontmoetten ze elkaar en ontdekten hun  gemeenschappelijke betrokkenheid bij AIM.
In 1972 speelde Brando Vito Corleone in The Godfather, die door veel critici als een van de beste films aller tijden wordt beschouwd. Voor deze rol werd hij genomineerd als Beste Acteur bij de 45e Academy Awards, die op 27 maart 1973 werden uitgereikt in het Dorothy Chandler Pavilion in Los Angeles, Californië. Voordat de ceremonie begon, besloot Brando (als favoriet om te winnen) de uitreiking te boycotten. Als protest (onder leiding van AIM) tegen de aanhoudende belegering van Wounded Knee en zijn opvattingen over hoe inheemse Amerikanen werden vertegenwoordigd in Amerikaanse films. Hij belde Littlefeather en vroeg haar om namens hem te verschijnen. "Ik was als het ware een woordvoerder van het stereotype beeld van indianen in films en op televisie", zei ze later. De Oscarceremonie werd rechtstreeks uitgezonden op tv, en ongeveer 85 miljoen mensen zagen de boodschap van Marlon Brando, vertolkt door Littlefeather.

### Op de ceremonie
Een paar minuten voordat de prijs voor Beste Acteur werd bekendgemaakt, voegde Littlefeather zich bij het publiek. Ze werd vergezeld door Brando's secretaresse, Alice Marchak, en droeg een Apache-jurk. Producer Howard W. Koch vertelde volgens haar dat ze 60 seconden had om de toespraak te houden, anders zou ze van het podium worden verwijderd. Oorspronkelijk was ze van plan een toespraak van 15 pagina's voor te lezen, geschreven door Brando.
De prijs voor Beste Acteur werd uitgereikt door de Noorse actrice Liv Ullmann en de Britse acteur Roger Moore. Na de bekendmaking van de vijf genomineerden werd Brando uitgeroepen tot winnaar. Littlefeather liep het podium op en hief haar hand op om de Oscartrofee die Moore haar aanbood af te wijzen. Ze week af van de geplande speech en zei het volgende:
"Hallo. Mijn naam is Sacheen Littlefeather. Ik ben Apache en ik ben de voorzitter van het National Native American Affirmative Image Committee. Vanavond vertegenwoordig ik Marlon Brando, en hij vroeg me voor een heel lange speech, die ik niet kan brengen vanwege de tijd, maar die ik graag naderhand met de pers zal delen. Hij kan spijtig genoeg deze genereuze prijs niet aanvaarden. En de reden daarvoor is de behandeling van de Amerikaanse indianen vandaag door de filmindustrie - Excuseer me... [boegeroep en applaus] en op televisie in heruitzendingen, en ook vanwege de recente gebeurtenissen in Wounded Knee. Ik hoop dat ik uw avond niet heb verpest, en dat in de toekomst onze harten en onze verstandhouding elkaar zullen ontmoeten met liefde en generositeit. Dank u in naam van Marlon Brando." [applaus]
Na de toespraak begeleidde Moore Littlefeather van het podium, voorbij verschillende critici, in de richting van de pers. John Wayne was in de coulissen aan het wachten en moest door zes bewakers worden tegengehouden om te voorkomen dat hij haar van het podium zou halen. Op de persconferentie las Littlefeather de toespraak voor die Brando had voorbereid. De volgende dag publiceerde De New York Times de volledige tekst.
Later die avond, voordat ze de winnaar voor Beste Actrice bekendmaakte, zei Raquel Welch: "Ik hoop dat de winnaar geen overtuiging heeft." Toen Clint Eastwood de prijs voor beste film uitreikte, zei hij dat hij deze uitreikte "namens alle cowboys die in de loop der jaren in westerns van John Ford zijn neergeschoten".
Michael Caine, de copresentator van die avond, bekritiseerde Brando omdat hij "een arm klein indiaas meisje het boegeroep op zich liet nemen" in plaats van "het zelf te doen".

### Reacties op de speech en Nalatenschap
Het publiek in het Dorothy Chandler Pavilion was verdeeld tussen applaus en boegeroep. Het protest van Brando en Littlefeather werd over het algemeen als ongepast beschouwd. "Ik vond het vervelend dat mensen joelden en floten en stampten, ook al was het misschien tegen mezelf gericht", vertelde Brando later aan Dick Cavett. "Ze hadden op zijn minst de beleefdheid moeten hebben om naar haar te luisteren."  Haar verschijning zette de Academy of Motion Picture Arts and Sciences ertoe aan om toekomstige proxy-acceptatie van Academy Awards uit te sluiten.
Littlefeather beweert dat ze door de Hollywoodgemeenschap op de zwarte lijst gezet werd en bedreigingen kreeg. Bovendien, zegt ze, publiceerden de media verschillende onwaarheden, zoals dat ze niet indiaans was of dat ze de outfit voor de gelegenheid had gehuurd. Ze heeft gezegd dat de federale overheid de zwarte lijst aanmoedigde om het activisme van de indianen na Wounded Knee te verminderen.
De toespraak vestigde aandacht terug op de Wounded Knee impasse waarop een media-black-out was opgelegd. Coretta Scott King belde Littlefeather om haar te bedanken voor de toespraak. In 2016 kreeg de 88e uitreiking van de Academy Awards kritiek vanwege het gebrek aan diversiteit in de nominaties. Actrice Jada Pinkett Smith, die de ceremonie boycotte, noemde Littlefeather als inspiratie om dit te doen.
In 2022, vijftig jaar later, bood de Academy of Motion Picture Arts and Sciences als organisator van de Oscars haar excuses aan voor de slechte behandeling van Littlefeather tijdens en na de speech. Er werd ook een evenement Een avond met Sasheen Littlefeather aangekondigd om Littlefeather te eren, en de Academy verontschuldigde zich formeel. Tijdens het evenement zou ook een debat plaatsvinden over de manier waarop inheemse Amerikanen op het scherm werden voorgesteld, en Littlefeather blikte terug op haar toespraak in 1973.
Littlefeather zelf reageerde stomverbaasd op de excuses en zei: "Ik dacht nooit dat ik de dag zou meemaken dat zoiets zou gebeuren. Toen ik in 1973 op het podium stond, stond ik daar helemaal alleen. Nu is er een programma met zoveel inheems-Amerikaanse artiesten. Dit is een droom die uitkomt. Het is hartverwarmend om te zien hoeveel er veranderd is sinds ik 50 jaar geleden die weigeringstoespraak gaf."
In het Academy Museum of Motion Pictures staat een foto van Littlefeather in de galerij over de geschiedenis van de Academy Awards. Littlefeather heeft ook een aflevering opgenomen voor de podcast van het museum.

## Later leven en carrière
Na de toespraak bracht Littlefeather twee dagen door in Los Angeles voordat ze terugkeerde naar San Francisco. Toen ze na de Academy Awards het huis van Marlon Brando bezocht, werden er, terwijl ze aan het praten waren, kogels op de voordeur afgevuurd. Toen zij 29 was, had ze een dubbele klaplong. Nadat ze genezen was, haalde ze een diploma in de gezondheidszorg en een minor in indiaanse geneeskunde, waarvan ze zelf gebruik had gemaakt tijdens haar herstel. Terwijl ze voedingskunde studeerde, woonde ze een tijdje in Stockholm, en daarna reisde ze door Europa, geïnteresseerd in het proeven van andere culturen. Later gaf ze les in het Saint Mary's Hospital in Tucson, Arizona en werkte ze samen met het Institute of American Indian Arts in Santa Fe.
In 1979 was ze medeoprichter van de National American Indian Performing Arts Registry, die later verschillende acteurs hielp mee te doen aan de productie van Dances with Wolves. Ze deelde een Emmy Award als adviseur van Dance in America: Song for Dead Warriors (1984). Ze werkte ook aan de PBS-shows Remember Me Forever en The Americas Before Columbus (beide uit 1992), en ze heeft films geproduceerd over de gezondheid van inheemse Amerikanen. In 2009 gaf ze een getuigenis in de documentaire Reel Injun over inheemse Amerikanen in films.
Ze bleef actief als activist en werd een gerespecteerd lid van de Californische inheems Amerikaanse gemeenschap. In de jaren tachtig leidde ze gebedskringen voor Kateri Tekakwitha, de eerste inheemse Amerikaanse katholieke heilige. In 1988 werkte ze samen met Moeder Teresa en hielp ze aidspatiënten in de zorg, en richtte later het American Indian AIDS Institute van San Francisco op. Ze voerde campagne tegen zwaarlijvigheid, alcoholisme en diabetes, en hielp in het bijzonder inheemse Amerikanen met aids, onder wie haar broer.
In 2015 meldde Littlefeather dat iemand haar naam en beeltenis misbruikte om geld in te zamelen voor de Lakota-natie. Het geld werd echter nooit aan enige campagne geschonken.
In maart 2018 maakte een woordvoerder bekend dat Littlefeather stadium 4 borstkanker had ontwikkeld. In april 2018 woonde Littlefeather in Noord-Californië. In een interview halverwege 2021 zei ze dat de kanker was uitgezaaid naar haar rechterlong en dat ze terminaal ziek was. Ze overleed op 2 oktober 2022 aan deze ziekte,  75 jaar oud.

## Filmografie
| Jaar | Titel                         | Rol              | Notities           | Ref.   |
| ---- | ----------------------------- | ---------------- | ------------------ | ------ |
| 1973 | Counselor by Crime            | Maggie           | Cameo              | [ 41 ] |
| 1973 | The Laughing Policeman        | Kleine rol       |                    | [ 42 ] |
| 1974 | Freebie and the Bean          | Kleine rol       |                    | [ 42 ] |
| 1974 | The Trial of Billy Jack       | Patsy Littlejohn |                    | [ 43 ] |
| 1975 | Johnny Firecloud              | Nenya            |                    | [ 44 ] |
| 1975 | Winterhawk                    | Pale Flower      |                    | [ 45 ] |
| 1978 | Shoot the Sun Down            | Navajo Vrouw     |                    | [ 46 ] |
| 2009 | Reel Injun                    | Haarzelf         | Documentaire       | [ 36 ] |
| 2018 | Sacheen: Breaking the silence | Haarzelf         | Korte documentaire | [ 38 ] |